# Comisión Técnica Asesora en Problemas Urbanísticos, Arquitectónicos y Ambientales
La Comisión Técnica Asesora en Problemas Urbanísticos, Arquitectónicos y Ambientales fue una agencia del Estado Nacional argentino, creada por Raúl Alfonsín a través del decreto 528 del 15 de abril de 1986. Este organismo, al cual el decreto que lo creaba le daba rango de Secretaría de Estado, tuvo a su cargo el proyecto de traslado de la Capital Federal a las ciudades de Viedma - Carmen de Patagones antes de la sanción de la ley 23.512/1987. Después de la sanción de dicha ley este organismo fue disulto a través del decreto 1156 del 21 de julio de 1987 y su estructura administrativa y bienes pasaron a formar parte del Ente para la Construcción de la Nueva Capital (ENTECAP), el párrafo segundo del artículo 5 del decreto 1156 sostiene: Los funcionarios y adscriptos que desempeñan actualmente en la Comisión Técnica Asesora – Dec. 528/86, pasaran a revisar, con igual carácter, en el ENTECAP, al que se transferirán, asimismo, los bienes patrimoniales, antecedentes y documentación que correspondan al igual que los créditos presupuestarios asignados a aquella.
Según publicó el diario La Nación: «la Comisión Técnica Asesora realizó una tarea previa de investigación que involucró: 1) Un análisis exhaustivo de las opciones de localización de la nueva capital. El estudio resumió sus conclusiones en tres opciones: área central, región noroeste y el límite entre la región pampeana y la planicie patagónica, finalmente adoptada. 2) Clasificación de los antecedentes similares en el nivel mundial. Un seminario, con representantes de todos los países que sufrieron cambios o fundaciones recientes de sus capitales, se realizó en Buenos Aires. 3) Estudios físicos, bioambientales, económicos, sociodemográficos y otros inherentes a las características de la nueva implantación.» Posteriormente, el ENTECAP desarrolló estos lineamientos hasta la concreción de un Plan Director. 